# Eugen Roll
Eugen Roll (* 21. März 1899 in Pforzheim; † 3. Juli 1988 ebenda) war ein deutscher Autor und Anthroposoph.
Nach Abschluss seiner Schulzeit in Pforzheim studierte er einige Semester an der Kunst- und Werkschule Pforzheim.
Eugen Roll ist der Nachkömmling einer Waldenser-Familie, die 1699 aus Piemont nach Walldorf in Hessen eingewandert ist. Ein Schwerpunkt in seinem literarischen Werk ist die Geschichte der Waldenser und anderer Religionsgemeinschaften des Mittelalters, die als Häretiker von der Inquisition verfolgt wurden. Roll suchte 1922 bei Rudolf Steiner Rat, weil er sich für die Rehabilitation der Waldenser einsetzen wollte.

## Werke
- Der platonisierende Augustinus. Mellinger, Stuttgart, 1990. ISBN 978-388069-240-4
- Die Katharer. Mellinger, Stuttgart, 1987. ISBN 978-3-88069-187-2
- Die Waldenser - Aufbruch in eine neue Zeit.  Mellinger, Stuttgart, 1982. ISBN 978-3-88069-143-8
- Ketzer zwischen Orient und Okzident. Patarener, Paulikianer, Bogomilen. Mellinger, Stuttgart, 1978. ISBN 3-88069-190-8
- Die Welt der Troubadours und das Reich der Minne. Mellinger, Stuttgart, 1978. ISBN  978-3-88069-172-8
- Mani, der Gesandte des Lichts. Mellinger, Stuttgart 1976 ISBN 978-3-88069-163-6